# Acacia martii
Acacia martii är en ärtväxtart som beskrevs av George Bentham. Acacia martii ingår i släktet akacior, och familjen ärtväxter. Inga underarter finns listade i Catalogue of Life.